# Slavonski Brod
(Croata Pronúncia: [slǎv̞ɔ̝ ː nski ː brɔ̝ ː d] ) é uma cidade na Croácia, com uma população no censo de 2011 de 59.141 habitantes estando localizada na região da Eslavônia.

## Economia
As principais atividades econômicas são baseadas na agricultura, vinicultura, processamento de metal, material (construção de cal )  e as indústrias de impressão. A cidade  também é o lar de algumas das empresas de metal mais importantes do sudeste da Europa.
As indústrias de serviços estão rapidamente se tornando importante, especialmente o turismo. A cidade possui um importante patrimônio cultural, incluindo uma fortaleza e um mosteiro franciscano.